# Razbojniki iz močvirja Ljanšan
Razbojniki iz močvirja Ljanšan (kitajsko 水滸傳 / 水浒传, pinjin Shuǐhǔ Zhuàn) je slovenski naslov enega od najzgodnejših kitajskih romanov, napisanih v ljudski mandarinščini. Avtorstvo romana se pripisuje Ši Najanu. Naslov se prevaja tudi kot Izobčenci z močvirja, Vsi ljudje so bratje in drugače. 
Zgodba, postavljena v dinastijo Severni Song in  obdobje okoli leta 1120, pripoveduje o tem, kako se je  skupina 108 izobčencev zbrala na gori Ljan (ali Ljanšanskem močvirju), da bi se uprla vladi. Kasneje so bili izobčenci amnestirani in vključeni v vladne enote za borbo proti nomadskim osvajalcem iz dinastije Ljao in drugim upornikom.  
Avtorstvo knjige se tradicionalno pripisuje Ši Naj'anu (1296–1372), vendar se roman prvič omenja šele leta 1524 med vladavino Džjandžinga iz dinastije Ming. Časovno neskladje je sprožilo dolgotrajno akademsko razpravo o tem, kdaj je bil roman dejansko napisan in kateri zgodovinski dogodki so navdihnili avtorja, da ga je napisal.
Roman velja za eno od mojstrovin zgodnje ljudske domišljije in kitajske književnosti in bralce seznanja s številnimi najbolj znanimi liki kitajske književnosti, kot so Vu Song, Lin Čong, Pan Džinljan, Song Džjang in Lu Džišen. Roman  je pomembno vplival tudi na razvoj leposlovja drugod v vzhodni Aziji, na primer v japonski književnosti.

## Vsebina
Roman se začne z opisom, kako vojskovodja Hong Šin osvobodi duhove 108 ozvezdij izpod kamnite želve v taoističnem središču Longhušan. Naslednje poglavje opisuje vzpon Gaoja z vzdevkom Gao Čju, glavnega antagonista zgodbe. Postane tesen sodelavec cesarja Hujdzonga in vodja palačne straže. Kasneje Gao Čju izkoristi svoj  položaj in izžene učitelja sabljanja Vang Džina iz prestolnice. Vang Džin pobegne v Janan in na poti sreča Ši Džina, ki postane njegov učenec. Naslednjih nekaj poglavij govori o Lu Daju, poveljniku obmejnih čet v Jananu, ki je zagrešil zločin in se je bil prisiljen skriti. Ko postane menih, prejme ime Lu Džišen. Pripoved se nato premakne na njegovega zapriseženega brata Lin Čonga, ki ga je Gao Čju neupravičeno izgnal v Cangdžov, vendar se mu uspe osvoboditi. Lin Čong se pridruži razbojnikom, ki živijo na gori v območju Ljangšanbo. Naslednja zgodba vključuje krajo rojstnodnevnih daril dostojanstvenika Cai Džina, ki so jo zagrešili Čao Gaj, poglavar vasi Dongčicun, in njegovih sedem prijateljev. Grešnike odkrijejo in so prisiljeni pobegniti v Ljangšanbo, kjer je Čao Gaj izvoljen za vodjo razbojnikov. Kasneje se skupini pridruži vedno več novih članov in njihove zgodbe se postopoma združijo v eno. Čao Gaj kasneje umre zaradi rane, njegovo mesto na čelu razbojnikov pa prevzame Song Džjang, nekdanji uradnik iz Junčenga. 
Naslednja poglavja pripovedujejo o spopadih roparjev z uradnimi sonškimi oblastmi in zmagi nad njimi. Po zmagi jih cesar Hujdzong pomilosti in mu pomagajo v boju proti državi Liao. 

## Zgodovina dela
Roman odraža nekatera zgodovinska dejstva, povezana z uporom v 1120. letih pod vodstvom Song Džanga v času dinastije Song. Podatki o njegovem življenju so zelo protislovni. Zgodovina Songa omenja, da se cesarske čete niso mogle upreti prebivalcem Song Jianga in da je bilo odločeno, da se jim podeli amnestija in jih pošlje proti upornikom, ki so  delovali v provincah Džedžjang in Anhui in jih je vodil Fan La. Zgodbe o plemenitih roparjih iz Ljanšana, ki se skrivajo pred nepravičnimi oblastniki in se z njimi borijo za dobro ljudi, so bile med ljudmi razširjene in so se dolgo prenašale ustno. V času dinastije Juan so se dotlej izključno ustne zgodbe prenesle v gledališke igre in se v času dinastije Ming zapisale v obliki romana. Ker se izvirnik ni ohranil, je nemogoče reči, kako je izgledal. 
Za najzgodnejšo ohranjeno izdajo velja izdaja Guo Šuna iz 16. stoletja, ki je imela 100 poglavij, vendar je bila brez pomembnega pesniškega dela. Leta 1585 je Li Dži ponovno objavil in komentiral roman, obnovil odstranjene verze in napisal avtorjev predgovor. Leta 1614 sta Jang Tingčjen in Juan Vuja objavila izdajo s 120 poglavji, ki je vključevala vse takrat znane zgodbe o junakih Ljangšanboja, vključno s kampanjami proti Tjan Huju in Vang Čingu, kar je bila najbolj popolna različica romana. Za najbolj priljubljeno se je izkazala izdaja iz leta 1641, ki ima le 70 poglavij. Uredil jo je slavni teoretik in literarni zgodovinar Džin Šengtan (1608-1661). On je bil tisti, ki je uveljavil mnenje, da je bil roman napisan v obliki baguja, osemdelnega izpitnega eseja, uvedenega v času dinastij Ming in Čing. Prav on je uveljavil tudi mnenje, da so razbojniki iz Ljangšanboja  v nekaterih svojih dejanjih vredni občudovanja,  na splošno pa so pustolovci, lažnivci in zločinci. 
Po gibanju 4. maj in povečanem zanimanju za "skupno književnost" se je začela znanstvena analiza romana. Leta 1920 je prof. Hu Ši  ponovno objavil šanghajsko različico romana, ki jo je uredil Vang Juanfang, in popolnoma spremenil poglede na Razbojnike. Z analizo besedila je bilo ugotovljeno, da v obdobju dinastije Juan zgodbe o junakih Ljanšana še niso bile zbrane v eno delo. Ugotovljeno je bilo tudi, da je Džin Šengtanova različica s 70 poglavji kreativna predelava že obstoječega besedila. Identiteta avtorja različice s 70 poglavji ni bila nedvoumno ugotovljena in še vedno ni znano, kdo točno se skriva za psevdonimom Ši Najan. Avtorstvo različice s 100 poglavji se  pripisuje Lo Kuančungu, kateremu se pripisuje tudi avtorstvo  Romance treh kraljestev. Na podlagi primerjav s korejskimi in japonskimi pustolovskimi romani je bilo ugotovljeno, da so Razbojniki prodrli v te dežele v obdobju dinastija Ming v obliki iger zaju. 

## Slovenski prevod
Slovenski prevod je pod naslovom Razbojniki iz močvirja Ljanšan: kitajski roman iz davnih časov izdala Cankarjeva založba v Ljubljani leta 1960. 